# شهرستان جومدا
شهرستان جومدا (به لاتین: Jomda County) یک منطقهٔ مسکونی در چین است که در چامدو واقع شده‌است.